# Таємниці місіс Бредлі
Таємниці місіс Бредлі (англ. The Mrs Bradley Mysteries) — британський детективний мінісеріал, сфільмований за романами Ґледіс Мітчелл. У Великій Британії показ серіалу відбувався на телеканалі «BBC One» з 1998 по 2000 рік. Також серіал транслювали у США в мережі «PBS» та в Австралії у 2011 році на каналі «7TWO».

## Синопсис
У мінісеріалі йдеться про Аделу Бредлі, шановану тричі одружену леді, яка зі своїми неабиякими здібностями детективки є консультанткою Скотленд-Ярду. За свої заслуги вона є командором Ордена Британської імперії. 
Місіс Бредлі розслідує злочини, що відбуваються в різних куточках Англії з її численними родичами. З нею завжди поруч її надійний помічник та особистий шофер Джордж, який допомагає у розслідуванні.

## У ролях
Головні
- Діана Рігг — місіс Адела Бредлі
- Ніл Даджен[en] — Джордж Муді, водій
- Пітер Девісон — Генріх Крістмас, інспектор  поліції

Повторювані
- Джон Олдертон[en] — Аластер Бінґ
- Лінда Барон[en] — місіс МакНамара
- Емма Філдінґ[en] — Елеонора Бінґ
- Том Батчер[en] — Берті Філіпсон
- Тайлер Баттерворт[en] — Фердінанд Бредлі
- Емма Дейвіс[en] — Герміона Бредлі
- Річард Баґлов — Пітер Форрестер
- Джеймс Баґлов — Френсіс Форрестер
- Сью Дівейні[en] — Мейбл Джонс
- Айла Блер — Міртлі Квінсі
- Джон Конрой — Генрі Бакстер
- Трістан Джеммілл[en] — Ґерд Бінґ
- Рой Барракло[en] — лікар Сіммс
- Девід Теннант — Макс Валентін
- Аннабелль Епсіон[en] — Мона Бантінґ
- Сьюзен Вулрідж[en] — місіс Сімс
- Карлі Норріс[en] — Плюм Фішер
- Міра Сайал[en] — мадам Марлен
- Кеннет Коллі[en] — Арчі
- Френсіс Меджі[en] — Кастрі
- Шейла Стіфел[en] — Селестіна
- Мік Волтер[en] — Том
- Фелісіті Монтґю[en] — Рубі Ларкін
- Ніколас Вудесон[en] — Джон Форрестер
- Джанін Дувицькі[en] — місс Кокертон
- Филліда Ло[en] — Ізабель  Марчмонт
- Джоанна Рот[en] — Лейсі
- Ронан Вайберт[en] — Дуглас
- Мішель Дотріс[en] — Емі Паркін
- Валері Ґоґан — Джессі
- Кеннет Макдональд[en] — Альф
- Стюарт Банс[en] — Сет
- Пукі Куеснел[en] — Деліла Гікс
- Джейсон О'Мара[en] — Джейк Гікс
- Ребекка Каллард[en] — Сесіль Муді
- Едді Марсан — Рональд Квінсі

## Епізоди
| № серії | Назва серії                            | Режисер(и)      | Сценарист(и)     | Оригінальна дата виходу |
| --- | -------------------------------------- | --------------- | ---------------- | ----------------------- |
| 1 | «Швидка смерть» «Speedy Death»         | Одрі Кук        | Саймон Букер     | 31 серпня 1998          |
| Місіс Адела Бредлі приїжджає в гості до своїх друзів. Наречений дочки господара знайдений мертвим у ванній. До того ж з'ясовується, що він — жінка. Місіс Бредлі підозрює, що вбивця швидше за все знаходиться у будинку. За допомогою свого хитрого та кмітливого водія Джорджа місіс Бредлі розплутує цю справу. |                                        |                 |                  |                         |
| 2 | «Смерть в опері» «Death at the Opera»  | Джеймс Говз     | Саймон Букер     | 16 січня 2000           |
| Місіс Бредлі запрошена у свою альма матер, приватну школу Гедлі Гайтс, для виступу перед вихованками. Там місіс Бредлі відвідує студентську постановку опери «Мікадо». Незадовго до виходу на сцену від серцевого нападу помирає місцева примадонна міс Ферріс. Місіс Бредлі та її шофер Джордж підозрюють, що у міс Ферріс був таємний коханець з числа співробітників школи. Коли гине ще одна людина, начебто вчинила самогубство, місіс Бредлі вирішує довідатись правду... |                                        |                 |                  |                         |
| 3 | «Схід Місяця» «The Rising of the Moon» | Мартін Гатчінґс | Джулі Руттерфорд | 23 січня 2000           |
| Інспектор Крістмас просить місіс Бредлі допомогти розкрити вбивство бродячої артистки, що сталося у тихому селі. Місіс Бредлі беретьмя за справу, але виявляється, що до бродячих артистів зовсім непросто підступитися із запитаннями, а ще важче розговоритися з місцевими мешканців. |                                        |                 |                  |                         |
| 4 | «Лаври і отрута» «Laurels Are Poison»  | Мартін Гатчінґс | Ґвінет Г'юз      | 30 січня 2000           |
| Місіс Бредлі відвідує свою давню подругу Ізабель Марчмонт, дочка якої, Лейсі, чекає другу дитину. Раптова смерть кухарки змушує почати розслідування та розкрити всі таємниці сім'ї. |                                        |                 |                  |                         |
| 5 | «Вовняна гадюка» «The Worsted Viper»   | Джеймс Говз     | Саймон Букер     | 6 лютого 2000           |
| Місіс Бредлі запрошена на проводи інспектора Крістмаса у відставку. Під час церемонії з річки дістають труп дівчини, дочки місцевого священика. Навколо її шиї обмотана вовняна змія. Місіс Бредлі здогадується, що вбивство пов'язане зі старою легендою. Тим часом вбивця збирається принести в жертву дочку водія Джорджа. |                                        |                 |                  |                         |

## Виробництво
Мінісеріал фільмували у графствах Оксфордшир, Бакінгемшир, Девон, Суррей, Корнуолл (Тревоський маяк) та Лондоні.